# メアリと魔女の花
『メアリと魔女の花』（メアリとまじょのはな）は、2017年7月8日に公開されたスタジオポノック制作による日本のアニメーション映画。
スタジオポノックのアニメーション映画初制作作品で、監督は米林宏昌。キャッチコピーは「魔女、ふたたび。」。

## 概要
2014年末にスタジオジブリの制作部が解体され、『借りぐらしのアリエッティ』と『思い出のマーニー』を監督した米林宏昌と、『かぐや姫の物語』と『思い出のマーニー』のプロデューサー西村義明は共にジブリを退社。西村義明は新作映画を作るために2015年4月15日にスタジオポノックを設立し、今作は同スタジオの長編第1作目となる。また本作のスタッフの約8割は、ジブリ作品に関わった経験がある人物である。
原作はイギリスの女性作家メアリー・スチュアート（1916年 - 2014年）が1971年に発表した『The Little Broomstick』。日本では1975年に『小さな魔法のほうき』（訳：掛川恭子 / 絵：赤星亮衛）としてあかね書房により翻訳出版されており（2006年に復刊ドットコムにより復刊）、2017年には映画に合わせて『新訳 メアリと魔女の花』（訳：越前敏弥、中田有紀）がKADOKAWAから刊行された。
2016年12月14日に特報映像とポスタービジュアルが公開、2017年2月23日に杉咲花の主演が発表された。4月13日には天海祐希など6人の追加キャスト、5月23日には神木隆之介の出演がそれぞれ公表された。杉咲、天海、神木はスタジオジブリ作品において出演経験がある。
主題歌はSEKAI NO OWARIが本作のために書き下ろした『RAIN』。第59回日本レコード大賞にて優秀作品賞受賞。
海外は150以上の国と地域で公開され話題を呼んだ。

## あらすじ
ある夜、1人の赤毛の魔女が魔女の国から「夜間飛行」という花の種を盗み出すが、逃走中に力尽きて乗っていた箒と共に種を森に落としてしまう。
それから数十年後、11歳の少女メアリ・スミスは大叔母シャーロットが住む赤い館に引っ越して来たが、テレビやゲーム機も無く退屈な日々を過ごしていた。ある日、メアリは赤い館を訪れた12歳の少年ピーターと出会うが、彼の飼い猫ティブとギブを追って森に迷い込み、花開いた夜間飛行を見つける。その1輪を赤い館に持ち帰り、翌日、ティブを追って再び森に来たメアリは、赤毛の魔女が落とした箒を見つけるが、誤って夜間飛行の汁を箒に付けてしまう。すると箒は独りでに動き出し、メアリとティブを乗せたまま空高く舞い上がると、積乱雲の中にある魔女の国に入っていく。
魔女の国にある魔法世界最高学府「エンドア大学」に辿り着いたメアリは、校長マダム・マンブルチュークや科学者ドクター・デイと出会う。メアリを新入生だと勘違いしたマダムとドクターは校内を案内して回るが、様々な偶然によって、メアリを素晴らしい才能の持ち主だと誤解して気に入り、エンドア大学への入学を勧める。入学願書を受け取るため校長室に来たメアリは、そこで魔法の呪文が書かれた本「呪文の神髄」を見つけるが、マダムに全てを白状しようとした時、「花」という言葉を聞いたマダムは態度を急変させる。それを恐れたメアリは、ピーターの家の住所が書かれた紙をマダムに渡し、花の持ち主が彼であると嘘をつき、呪文の神髄を持ったまま赤い館に帰ってしまう。しかし、マダムはメアリが夜間飛行を持っていることを見抜いており、「変身魔法」の実験に夜間飛行を使用するため、メアリが持つ夜間飛行を狙い始める。ピーターの家の住所が書かれた紙を頼りに彼を捕まえたマダムは、ピーターを人質に夜間飛行をメアリに要求する。
夜間飛行とピーターの引き換えをマダムと約束したメアリは、夜間飛行を手にティブと共に再びエンドア大学へ来るが、マダムに夜間飛行を奪い取られ牢屋に閉じ込められてしまう。牢屋の中には、変身魔法で失敗し怪物に姿を変えられた動物達が閉じ込められており、ギブもその中に居た。マダムから逃れてメアリと合流したピーターは、自分とメアリ、ティブ、ギブの4人で赤い館村に帰ることをメアリに約束する。そして、自分は今夜限り「魔女」だということと呪文の神髄を持っていることを思い出したメアリは、『全ての魔法を解く魔法』を使用する。すると、変身魔法を掛けられていたギブ達は本来の姿に戻り、牢屋にかけられていた魔法も解けたため、メアリやピーター、動物達は牢屋からの脱出に何とか成功。だが、エンドア大学から箒で飛び立つ際にピーターがマダムに捕まってしまい、彼はメアリを1人で逃す。
箒はメアリを静まり返った1軒の家へと連れて行く。そこは、かつてシャーロットが住んでいた家だった。そこにある鏡に突然シャーロットの姿が映り、メアリは彼女にある真実を聞かされる。かつて、マダムとドクターは生徒達から慕われる優しい性格だったが、ある時、夜間飛行を見つけたと同時に性格が一変し、夜間飛行を使用した変身魔法の危険な実験に没頭するようになる。そんなマダムから、実験を止めさせるために夜間飛行の種を盗み出したエンドア大学の生徒である赤毛の魔女の正体は、若き頃のシャーロットだと。マダムとドクターが再び危険な実験を始めようとしていることを知ったメアリは、シャーロットから夜間飛行を受け取り、ピーターを救うべく再度エンドア大学を目指す。
途中、箒が折れたことにより魔法の力を失うも、共に牢屋から脱出した動物たちの協力で何とかエンドア大学に辿り着いたメアリだが、ピーターが実験台にされ、実験は既に始まっていた。しかし実験は失敗、ピーターを取り囲んだ夜間飛行の力が暴走し、エンドア大学を次々と破壊していく。1度は諦めかけたメアリも、ピーターとの約束を思い出して、呪文の神髄を使って全ての魔法を終わらせ、それを阻止することを思いつく。夜間飛行の力を持つピーターとの協力で、メアリは全ての魔法を解くことに成功する。
その後、メアリ、ピーター、ティブ、ギブの4人は箒に乗って赤い館村に帰り、彼女らには平和な日常が戻ったのだった。

## 登場人物

### 主要人物
メアリ・スミス
声 - 杉咲花 / 英語版 - ルビー・バーンヒル
この物語の主人公である11歳の少女。好奇心旺盛で天真爛漫。逆立ったツインテールの赤毛、青い瞳、そばかすが特徴。
シャーロットが住む赤い館に引っ越して来るが、娯楽もない上に退屈で何をしても上手くいかず不満と不安を抱えながら日々を過ごす。ある日、森で夜間飛行を見つけたことからエンドア大学へ迷い込む。
ピーター
声 - 神木隆之介 / 英語版 - ルイ・アシュボーン・サーキス
赤い館村で新聞配達をする12歳の少年。
メアリがついた嘘によってマダムに捕まり、彼女と共にエンドア大学からの脱出を目指す。

### エンドア大学の関係者
マダム・マンブルチューク
声 - 天海祐希 / 英語版 - ケイト・ウィンスレット
エンドア大学の校長。
変身魔法の実験に使用するため、メアリが持つ夜間飛行を探し求める。
ドクター・デイ
声 - 小日向文世 / 英語版 - ジム・ブロードベント
エンドア大学の教員兼魔法科学者。
大学で変身魔法を研究しており、マダムと共に夜間飛行を探し求める。
フラナガン
声 - 佐藤二朗 / 英語版 - ユエン・ブレムナー
エンドア大学の箒小屋の管理人。ネズミのような姿をしている。
箒への強い愛情によって本人も自覚しないまま、メアリやピーターの危機を救う。

### 赤い館村の住人
シャーロット
声 - 大竹しのぶ / 英語版 - リンダ・バロン
赤い館の女主人で、メアリの大叔母。
メアリを優しく見守る。
バンクス
声 - 渡辺えり / 英語版 - モーウェナ・バンクス
赤い館に勤める家政婦。
頼りになる存在。
ゼベディ
声 - 遠藤憲一 / 英語版 - ラスムス・ハーディカー
赤い館の庭師。
夜間飛行の秘密をメアリに教える。
ティブ
声 - 大谷育江
赤い館村に住むピーターの飼い猫の1匹。毛色は黒で、目の色はエメラルドグリーン。
メアリと共に行動することが多い。
ギブ
声 - Lynn
赤い館村に住むピーターの飼い猫の1匹。体の色は灰色。ティブと相思相愛の仲。
コンフューシャス
声 -
赤い館でシャーロットが飼っている老犬。
名前の「コンフューシャス」は「孔子」の意味。

### その他
赤毛の魔女
声 - 満島ひかり / 英語版 - テレサ・ギャラガー
夜間飛行の種を盗み出した謎の魔女。メアリと同じく赤毛の10代後半の少女で、初期のエンドア大学の学生だったらしい。夜間飛行の花の発見者でもある。
夜間飛行を使用して危険な実験を続けるマダムやドクターに心を痛めていた。エンドア大学の同級生の少年が被験者となった実験が暴走したことをきっかけに、種を盗み出し逃走したが、力尽きて種と箒を失い、彼女自身も茶髪の普通の人間の少女になってしまい、その後行方不明となった。
実はメアリの大叔母であるシャーロットの若かりし頃の姿である。

## 用語
夜間飛行 / 魔女の花
魔法を使えない者にも魔力を与えられ、未知数に満ちた相当な魔力を誇る、7年に1度しか咲かない“魔女の花”。見た目は鈴蘭の一種のような姿で沢山の別名をもつ。
マダム・マンブルチューク校長とドクター・デイによって「あらゆる魔法を使える存在」を生み出すための人体実験と動物実験に使われていた。実験の暴走の最中、燃えるエンドア大学から赤毛の魔女の少女が種を盗み出したが、その後種だけが深い森へ散り落ちて花を咲かせた。
エンドア大学
魔法使いや魔女のための由緒正しい名門大学。雲の上の魔法世界に存在する。
マダム・マンブルチュークが校長を務め、ドクター・デイが教鞭をとる。人間だけでなく獣人も学生として在籍する。校内には魔法の不思議な道具や機械などが溢れ、魔法を学ぶための特別な設備と充実した環境が完備されている。赤毛の魔女と彼女の同級生である少年少女たちがエンドア大学初期の学生。その裏でマンブルチュークとドクターが秘密裏に実験を続けており、数多くの動物たちが実験台として虐げられている。

## スタッフ
- 原作 - メアリー・スチュアート『The Little Broomstick（小さな魔法のほうき）』
- 監督 - 米林宏昌
- 脚本 - 米林宏昌、坂口理子
- プロデューサー - 西村義明
- 作画監督 - 稲村武志
- 作画監督補 - 井上鋭、山下明彦
- 動画検査 - 大谷久美子
- 色彩設計 - 沼畑富美子
- 美術監督 - 久保友孝
- 美術デザイン - 今井伴也
- CG監督 - 軽部優
- 撮影監督 - 福士享
- 映像演出 - 奥井敦
- アフレコ演出 - 木村絵理子
- 音響演出 - 笠松広司
- 音楽 - 村松崇継
- 主題歌 - SEKAI NO OWARI「RAIN」（トイズファクトリー）
- ドルビー・サウンド・コンサルタント - 河東努(コンチネンタルファーイースト株式会社)
- 製作担当 - 市川南、福山亮一、藤巻直哉
- 共同製作プロデューサー - 岩佐直樹
- 製作プロデューサー - 門屋大輔
- 制作 - スタジオポノック
- 原画・動画等協力 - アクタス、GONZO、コミックス・ウェーブ・フィルム、動画工房、J.C.STAFF、エイケン、シンエイ動画、スタジオたくらんけ、中村プロダクション、カラー、他
- 感謝 - 宮崎駿[注 2]、高畑勲[注 2]、鈴木敏夫[注 2]
- 製作 -「メアリと魔女の花」製作委員会（日本テレビ放送網、東宝、電通、博報堂DYメディアパートナーズ、ウォルト・ディズニー・ジャパン、ローソン、KADOKAWA、カラー、読売テレビ放送、研音、アミューズ、D.N.ドリームパートナーズ、LINE、読売新聞社、札幌テレビ放送、宮城テレビ放送、静岡第一テレビ、中京テレビ放送、広島テレビ放送、福岡放送）
- 特別協賛 - 森永乳業、JA共済
- 配給 - 東宝
- 製作幹事 - 日本テレビ放送網、スタジオポノック
- アイパートナー（解説放送ナレーション） - 山口由里子

## テレビ放送
2018年8月31日、日本テレビ『金曜ロードSHOW!』にて初放送が行われた。
| 回数 | 放送日         | 視聴率 | 備考        |
| ---- | -------------- | ------ | ----------- |
| 1    | 2018年08月31日 | 10.3%  |             |
| 2    | 2023年08月27日 |        | WOWOWで放送 |
| 3    | 2023年12月15日 |        |             |

## コラボレーション・タイアップ
森永乳業
本作とコラボレーションしたテレビコマーシャルが全国で放送されたほか、本作のパッケージ仕様の製品が2017年6月下旬に発売され、さらに東京、名古屋、大阪の3都市で本作の森永乳業による特別試写会が行われた。
JA共済
2017年6月1日から同年7月31日まで、特設サイトのクイズの応募者全員に米林宏昌描き下ろしのビジュアル、正解者に抽選でオリジナルグッズをそれぞれ提供すると共に、6月下旬からテレビコマーシャルを放送した。
ニンゲン観察バラエティ モニタリング
本作とコラボレーションした「ありえない声優オーディション」が2017年7月13日放送分で放送され、仕掛人として杉咲と神木のほか、梶裕貴がフラナガン役で参加した。